# Oğuldamı, Gürpınar
Oğuldamı là một xã thuộc thành phố Gürpınar, tỉnh Van, Thổ Nhĩ Kỳ. Dân số thời điểm năm 2011 là 374 người.